# Selmer Reference 54
Das Reference 54 ist eine Saxophonserie der Firma "Selmer Company", die Tenorserie wird seit dem Jahr 2001 produziert.
Die Reference Serie ist als Alt- und Tenorsaxophon mit verschiedenen Lackierungen erhältlich.
Die Bezeichnung 54 steht für 1954, Baujahr der ersten Mark VI Saxophone von Selmer (Reference 54 in Anlehnung an das Mark VI).

## Tenorsaxophon
Das Tenorsaxophon Reference 54 wurde als Nachbildung des legendären Mark VI präsentiert, das in den 50er und 60er Jahren die Jazzgeschichte prägte.
Mark VI wurde zum Inbegriff des Vintagesoundes der alten Großmeister des Jazz.
Mit dem  Reference 54 Tenor versucht Selmer, wieder ein Stück Legende zum Leben zu erwecken, bislang mit viel Erfolg.
Das Reference verspricht im Gegensatz zu weniger guten Anlehnungen an das Mark VI einen runden und vollen Klang, trotzdem wird ein starker Sound garantiert.
Das Reference hat eine saubere Ansprache; der Blaswiderstand ist erhöht, um den Anforderungen der Jazz- und Popsaxophonisten gerecht zu werden.

## Altsaxophon
Das Altsaxophon der Reference 54 Serie wurde genauso wie das Tenor in Anlehnung an das Mark VI gebaut.
Laut Klaus Dapper ähnelt das Altsaxophon Reference 54 eher der Mark VI-Produktion der 1970er Jahre, dies macht sich durch den etwas offeneren Ton bemerkbar.
Der Blaswiderstand des Alt ist wie schon beim Tenor leicht erhöht. Dies ist allerdings kein Fehler des Instrumentes oder der Verarbeitung, sondern eine Anpassung an die Bedürfnisse vieler Jazz- und Popsaxophonisten, die im Gegensatz zu den Klassikern mehr Druck beim Spielen bevorzugen.